# Sourates médinoises
 (juillet 2025).
Le contenu est difficilement compréhensible vu les erreurs de traduction, qui sont peut-être dues à l'utilisation d'un logiciel de traduction automatique.
Les sourates médinoises du Coran sont un ensemble de sourates qui auraient été révélées, selon la tradition musulmane, à Mahomet après son départ de La Mecque. À Médine, la communauté était plus grande et plus développée, contrairement à leur position minoritaire à La Mecque.

## Présentation
Les sourates médinoises se produisent principalement au début et au milieu du Coran (mais elles seraient les dernières sourates révélées chronologiquement), et ont généralement plus d'ayat (versets). En raison des nouvelles circonstances de la première communauté musulmane de Médine, ces sourates traitent plus souvent des détails des principes moraux, de la législation, de la guerre (comme dans la sourate 2, al-Baqara) et des principes de constitution et d'ordonnance de la communauté. Elles se réfèrent également plus souvent à la communauté avec « Ô gens ! » et parfois s'adressent directement à Mahomet ou parlent de lui comme « d'un agent agissant en combinaison avec la personnalité divine : Dieu et son messager ».  
La division des sourates en « sourates mecquoises » et « sourates médinoises » est principalement une conséquence de considérations stylistiques et thématiques, que Theodor Nöldeke a utilisées pour développer sa célèbre chronologie des sourates coraniques. La classification des sourates en ces périodes est basée sur des facteurs tels que la longueur du verset et la présence ou l'absence de certains concepts ou mots clés (par exemple al-Rahman comme nom de Dieu),. Les 26 sourates de la période médinoise, selon Nöldeke (chronologiquement 91-114) : 2, 3, 4, 5, 8, 9, 22, 24, 33, 47, 48, 49, 55, 57, 58, 59, 60, 61, 62, 63, 64, 65, 66, 76, 98, 110.   
Cette classification est fluide et varie selon les auteurs. Ainsi, plusieurs sourates sont placées, selon les auteurs, dans l'une ou l'autre des catégories. Pour Bell, par exemple, la sourate 102 est médinoise. Il rejoint en cela certains exégètes musulmans minoritaires. Nöldeke, Schwally et Blachère la considèrent comme mecquoise.

## Historique de la notion
La recherche d'une chronologie coranique semble apparaître lors de la naissance d'un État islamique et le besoin de répondre aux interrogations juridiques, au sein du système d'abrogeant-abrogé. Ces développements s'accompagnent de réflexions sur les contextes de révélation. Les sourates ont été classées très tôt en "médinoise" ou "mecquoise", sans qu'il soit possible de savoir à quoi correspond exactement cette distinction ni pourquoi des versets d'un groupe sont intégrés dans des sourates de l'autre. Dans les éditions modernes du Coran, selon une habitude qui se met progressivement en place à partir du Xe siècle, sont présentés le titre de la sourate, le nombre de versets et le "lieu de révélation" en tête de sourate.

## Critique de la notion
Moreno synthétise les difficultés de cette approche diachronique : «Deux biais sont à souligner, le premier provient du fait qu'aucun des spécialistes [...] n'est parvenu à établir la supposée chronologie des sourates coraniques sans utiliser les données de la Sîra. De fait, ils suivirent en cela la voie des prédécesseurs musulmans alors même que toute approche historico-critique reconnaît que la Sîra a été construite pour « illustrer » le Coran. Le deuxième biais suppose [...] que les sourates soient des unités synchroniquement cohérentes, ce qui n'est guère admissible pour les longues unités qui manifestement alludent à différentes périodes. » Dye remarque qu'une approche chronologique ne prend pas en compte certains aspects du texte, comme des ajouts rédactionnels tardifs. Pour celui-ci, « le Coran est ainsi un texte composite  et composé, qu'il faut comprendre selon une diachronie plus large que la chronologie entre sourates mecquoises et médinoises ».
À propos des sourates 69-99, appartenant selon la traditions aux sourates mecquoises, Dye rapporte que certains auteurs refusent de les qualifier de « mecquoises », car cela présuppose un contexte et une version de la genèse du corpus coranique qui n’est pas tranchée. Cette approche est spéculative.